# 死体を買う男
『死体を買う男』（したいをかうおとこ）は、歌野晶午による日本の小説。

## あらすじ
江戸川乱歩の未発表作『白骨鬼』が発見され文芸誌に掲載される!?それを見た作家の細見辰時は大変な興味を示す。しかしその作品には作者も知らない事実が隠されていた。
白骨鬼
思うように作品が書けず、苦悩の末に自殺を図ろうとした探偵小説家の私は、思いがけず自殺を阻まれる。救ってくれた塚本直を命の恩人と慕う私であったが、彼の奇癖を知り敬遠するようになる。間もなく、彼は自殺をしてしまう。私の友人・萩原朔太郎の詩の一篇「天上縊死」になぞらえたように。しかし、一向に遺体は揚がらず、不審な点もいくつか見つかり、私は探偵趣味を持つ朔太郎と共に事件を調べ始めてゆく。

## 登場人物

### 白骨鬼
【私】／江戸川 乱歩（えどがわ らんぽ）
作家。思うように小説が書けず、自殺を試みようとしたところを塚本直に助けられる。本名及び筆名を隠し、廣宇雷太（ひろう らいた）という偽名（本名・平井太郎のアナグラム）で投宿し、直と再会する。
塚本 直（つかもと ただし）
浜風荘に宿泊している瓜実顔の美青年。高校生。自殺を図ろうとしていた【私】を助ける。昼間は普通に過ごすが、夜は女装し月に恋い焦がれる姿から、旅館の従業員から「月恋病の患者」と気味悪がられている。萩原朔太郎の『月に吠える』を読んでいる。
赤松 紋太郎（あかまつ もんたろう）
紀伊白浜・田辺警察署の警察官。
奥村 源造（おくむら げんぞう）
塚本の死体の第一発見者。屋台売り。
塚本 大造（つかもと だいぞう）
直の父親。愛知県議。
塚本 均（つかもと ひとし）
直の双子の弟。【私】に直の幽霊と間違えられる。
北川 雪枝（きたがわ ゆきえ）
浜風荘での直の様子を聞かせて欲しい、と【私】に面会を求めてきた女性。塚本兄弟とは幼なじみ。均との縁談が決まっていたが、直の方が好きだった。
萩原 朔太郎（はぎわら さくたろう）
詩人。【私】の数少ない友人。自分の詩をモチーフに自殺されたのは不愉快だとして、事件の真相解明を【私】に持ちかける。

### 現実世界
細見 辰時（ほそみ たつとき）
昭和33年、31歳の時に推理文壇にデビュー。デビュー作から続く「夢幻 四部作」を完結させた後は、良いものが書けず、潔く引退した。
菅野 健一郎（すがの けんいちろう）
青風社という出版社の社長。細見が引退後唯一付き合いを続ける出版業界の人。
西崎 和哉（にしざき かずや）
新人作家。警官だった祖父の手記を基に『白骨鬼』を執筆した。細見のファン。

## 備考
作中作『白骨鬼』の章題には、江戸川乱歩の作品名が多く使用されている。また作中にも多く登場する（※ ★のみ萩原朔太郎の作品）。以下はその一部。
- 断崖
- 奇譚
- 月に吠える★[1]
- 天上縊死★
- 幽霊
- 双生児
- 人でなしの恋
- 疑惑
- 屋根裏の散歩者
- 石塊の秘密
- ぺてん師と空気男
- 指
- 鬼
- 白髪鬼
- 大暗室
- 悪人志願
- 百面相役者
- 大団円
- 恐ろしき錯誤
- 悪霊
- 一人二役